# Hydaticus fractivittis
Hydaticus fractivittis är en skalbaggsart som beskrevs av Guignot 1951. Hydaticus fractivittis ingår i släktet Hydaticus och familjen dykare. Inga underarter finns listade i Catalogue of Life.